# Pont d'Aquitaine
Le pont d'Aquitaine est un pont suspendu situé sur la rocade de Bordeaux, dans le département de la Gironde et la région Nouvelle-Aquitaine. Il relie les villes de Lormont et de Bordeaux par-dessus la Garonne. Le pont fut terminé en 1967 et a une portée de 394 m pour une longueur de 1 767 m. C'est le dernier pont sur la Garonne avant son estuaire, la Gironde, et l'océan Atlantique.

## Histoire
Le premier pont de la ville de Bordeaux — le pont de pierre —, construit sur ordre de Napoléon, ne fut achevé qu’en 1822. Dès le Second Empire, celui-ci était déjà considéré comme insuffisant pour permettre à la ville de se développer normalement. À partir de 1891, les études se multiplièrent pour aboutir, en 1909, au choix  d’un pont transbordeur dont la construction fut confiée à la Sté Cail-Fives-Lille. Le président de la République, Armand Fallières, en posa la première pierre le 19 septembre 1910.
En 1914, seuls les pylônes étaient construits, la guerre interrompit les travaux qui ne furent pas repris ; ce type d’ouvrage était désormais obsolète.
On reprit alors les études et, en 1939, la solution fut enfin trouvée : il suffisait de démolir le pont de pierre et de lui substituer un nouveau pont suffisamment large. Cette idée fut entérinée par la décision ministérielle du 3 décembre 1941. Les circonstances ne permirent pas son exécution et le pire fut ainsi évité.
En 1949, l'État, la ville de Bordeaux, les collectivités intéressées reconnurent qu'il était plus sage de faire un nouveau pont, mais le choix de son emplacement posait une difficulté majeure.
Au printemps de 1953, on décida, en attendant mieux, de porter à quatre voies la chaussée du pont de pierre, ce qui pouvait se faire sans modifications notables et moyennant une faible dépense. Les travaux, rapidement menés, furent terminés en 1954. La même année, le maire de Bordeaux, Jacques Chaban-Delmas, devint ministre des Travaux Publics et, dès le 13 août 1954, la décision de principe de construire le pont suspendu était prise. Le ministre des Travaux Publics, Robert Buron, en posa la première pierre le 20 mai 1960.
Commencés en 1961, les travaux se sont étalés sur six ans. Le dernier rivet est posé le 3 novembre 1966. L'ouvrage fut inauguré officiellement le 6 mai 1967, sous la présidence du ministre des Travaux Publics de l'époque, François-Xavier Ortoli.
À la suite de cette inauguration, Bordeaux comporte trois ponts routiers. En effet, pendant la construction du pont, le pont Saint-Jean a été construit de 1963 à 1965.

## Caractéristiques

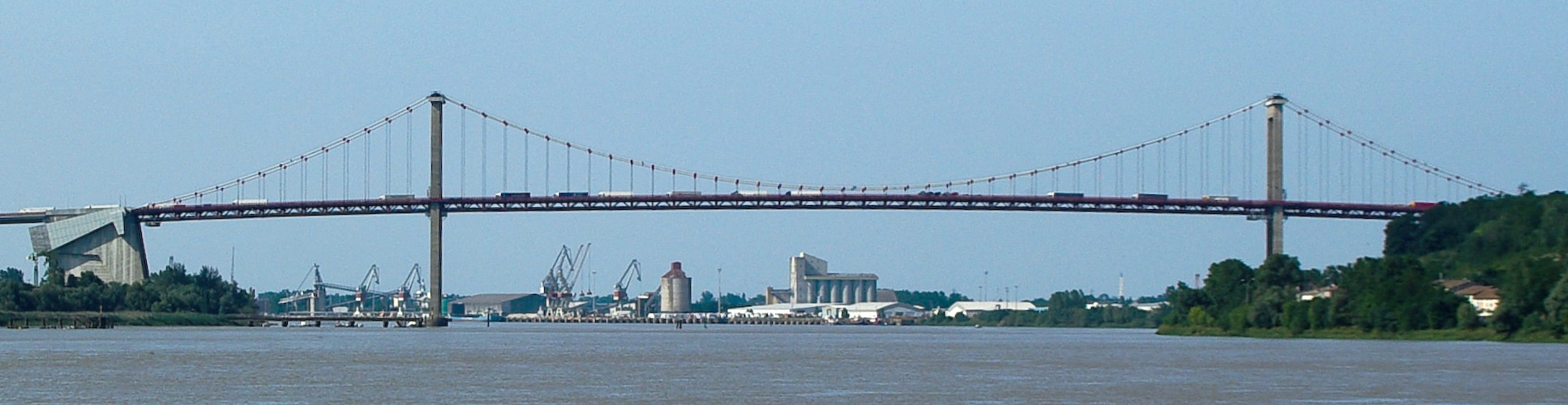
Le pont d'Aquitaine au-dessus de la Garonne.

Si l'on ne considère que la portée de sa travée centrale, 393,75 m, le pont d'Aquitaine, et bien que deuxième plus grand pont suspendu français derrière le pont de Tancarville, reste un ouvrage modeste. Il se situe en effet en 2008 au-delà du 80e rang mondial dans le classement des ponts suspendus.
Toutefois, il est prolongé, sur la rive gauche, par un viaduc de 1 014 m, ce qui le porte au 8e rang français en termes de longueur de ponts, toutes catégories confondues.

Élévation de l'ouvrage.

Initialement, le pont d'Aquitaine comportait quatre voies de circulation bordé de chaque côté par un trottoir et une piste cyclable unidirectionnelle. Dès 1980, les trottoirs sont supprimés au profit d'une cinquième voie de circulation centrale. Le pont d'Aquitaine voit son tablier élargit lors de travaux entre 2000 et 2005 de remplacement de l'intégralité de la structure de suspension du pont. Il s'agit de sa forme actuelle qui comporte maintenant 6 voies de circulation automobile d'une largeur totale de 20 mètres et de deux pistes cyclables unidirectionnelles larges de 1 mètre 70 chacune. L'accès piéton au pont est interdit.

## Éléments de l'ouvrage

Coupe d'un câble porteur au droit d'un collier de suspension

Schéma d'une suspente du pont d'Aquitaine

### Le tablier
Le tablier est à 53 m au-dessus de la Garonne et les pylônes culminent à 103 m. Sa largeur utile est de 20 m et sa surface utile de 13 600 m2.

### La suspension
La suspension (en acier non galvanisé) est constituée de deux faisceaux à section hexagonale comprenant 37 torons de 72,6 mm de diamètre. Chacun des torons élémentaires comprend six couches de fils ronds de 4,1 mm de diamètre (127 fils).
Les 64 suspentes, espacées de 9,95 m d’axe en axe, sont constituées par deux câbles à double brin de 56 mm de diamètre, eux-mêmes constitués de 139 fils ronds de 4,1 mm de diamètre.

### Les pylônes
Les pylônes, de 103 m de hauteur, sont constitués chacun d’eux de deux montants creux de 4 m transversalement, 5,3 m en base à 3,3 m au sommet. Les montants sont reliés par deux traverses à hauteur du tablier et en partie supérieure.

## Remplacement de la suspension en 2002

### Des ruptures de fils menaçant tout l'ouvrage
Conformément au « dogme » en vigueur en France à l’époque de la construction, les fils n’ont pas été galvanisés. Ils ont fait l’objet d’une protection individuelle et d’ensemble par des produits traditionnels, dont la durée de vie n’était pas à l’échelle de celle attendue de l’ouvrage.
Dès 1979, on a pu constater, lors d’une inspection détaillée, 14 ruptures de fils, ce qui n’était pas alarmant. En 1984, 68 ruptures de fils et 178 en 1993. Entre 1995 et 1998, la surveillance visuelle a permis de constater une évolution significative. C’est surtout la concentration des ruptures au voisinage d’un nombre restreint de colliers qui était inquiétante.
Il est apparu très vite que l’état de corrosion constaté en 1998 n’était qu’une étape d’un processus qui, si rien n’était fait, conduisait inéluctablement à la ruine de l’ouvrage. Une réparation partielle ne pouvait être envisagée, pas plus qu’une opération de nature à arrêter net en l’état le processus de corrosion pour assurer la pérennité de la résistance résiduelle des câbles.
La seule remise en état envisageable pour assurer la conservation de l’ouvrage à long terme était le remplacement complet de la suspension. La vitesse d’évolution des dégradations conduisait à penser qu’il était nécessaire de procéder à ce remplacement immédiatement, compte tenu notamment du temps nécessaire pour mener à bien cette opération.
Il fut donc décidé en 1998 de remplacer la suspension et de profiter de l’opération pour déporter la suspension neuve par rapport à l’ancienne pour rendre possible l’affectation au trafic de la pleine largeur disponible entre les montants des pylônes (20 m) pour permettre l’exploitation du tablier à 2 x 3 voies, supportant un trafic de plus de 100 000 véhicules par jour.

### Les travaux
La suspension existante fut remplacée par une suspension excentrée de 2 m à l’extérieur du tablier. Les superstructures du tablier comportent :
- une chaussée de 20 m de largeur limitée par des glissières de type BN4 ;
- des pistes cyclables de 1,70 m de largeur, encadrées de deux garde-corps architecturés.

Le tablier est accroché aux suspentes par l’intermédiaire de consoles d’élargissement fixées sur les poutres de rigidité.
Au sommet des pylônes, les nouveaux câbles sont déportés de 2 m vers l’extérieur par rapport aux anciens, et à partir de ces points les câbles sont dirigés dans un plan vertical vers les points d’ancrage.
Une attention particulière a été portée cette fois-ci à la protection des câbles porteurs. Elle comporte plusieurs niveaux :
- d’abord une galvanisation à chaud des fils élémentaires composant les torons ;
- un fil d’enveloppement en acier doux de 3,5 mm de diamètre qui sertit les torons et qui surtout sert de support au traitement de surface qui suit. Les fils d’enveloppement sont eux aussi galvanisés à chaud à 400 g/m2 et apportent leur zinc à la protection anti-corrosion ;
- une gaine thermorétractable destinée à permettre la circulation d’air dans le faisceau ;
- un système de déshumidification qui insuffle de l’air sec en tête de pylône et qui est rejeté au point bas des nappes, après contrôle de son taux d’humidité, afin d’asservir la commande de ventilation à la situation rencontrée.

Les travaux se sont déroulés de 2000 à 2005. La principale difficulté a été le travail sous circulation, qui a nécessité une importante préfabrication des pièces.

## Acteurs
Les différents acteurs, de la conception à la réalisation, pour chacune des phases de travaux qui ont jalonné la vie de cet ouvrage, sont les suivants.
| Rôle                                         | Nom |
| Maître d'ouvrage                             | État |
| Maître d'œuvre                               | Direction Départementale de l'Équipement de la Gironde                                                                         |
| Architecte                                   | Jean-Louis Fayeton |
| Construction (1967)                          | |
| Génie civil                                  | Boussiron - Fougerolle - G.T.H. - dragages et travaux publics - G.T.M. - S.G.E.- CITRA - Chantiers Modernes - Campenon-Bernard |
| Construction métallique                      | Baudin-Châteauneuf (pilote), Fives-Lille-Cail, C.F.E.M., Forges et Ateliers du Creusot (Schneider) et Daydé                    |
| Rénovation                                   | |
| Construction en groupement                   | Baudin-Châteauneuf |
|                                              | Dumez |
|                                              | GTM Construction |
| Remplacement du système de suspension (2002) | |
| Acier des câbles                             | Bridon International |
| Hydraulique                                  | Enerpac |